# United States Geological Survey
De United States Geological Survey (USGS) is een wetenschappelijk bureau dat onderdeel is van de Amerikaanse regering. De USGS doet onderzoek naar de topografie van de Verenigde Staten en de natuurlijke hulpbronnen en de factoren die de natuur bedreigen. Vier grote onderdelen van het bureau zijn biologie, aardrijkskunde, geologie en water-onderzoek.
De USGS ontstond door het samengaan van een aantal kleinere, regionale geologische diensten. De oprichting gebeurde op 3 maart 1879 door Clarence King. Sinds 1962 is de organisatie ook actief op het gebied van cartografie van de Aarde, de Maan en planeten. Er werken ongeveer 10.000 mensen en het hoofdkantoor is gevestigd in Reston (Virginia) met andere grote kantoren in Denver (Colorado) en Menlo Park (Californië).